# Urani-238
Urani-238 (238U hay U-238) là đồng vị phổ biến nhất của urani có trong tự nhiên, chiếm khoảng 99% khối lượng urani. Không giống như urani-235, nó không thể phân hạch, nghĩa là nó không thể duy trì phản ứng dây chuyền trong lò phản ứng neutron nhiệt. Tuy nhiên, nó là fissionable bởi các fast neutron, và fertile, nghĩa là nó có thể được chuyển hóa thành plutoni-239 có khả năng phân hạch. 238U không thể hỗ trợ phản ứng dây chuyền vì sự tán xạ không đàn hồi làm giảm năng lượng neutron dưới phạm vi có thể xảy ra phân hạch nhanh của một hoặc nhiều hạt nhân tiếp theo.
Khoảng 99,284% khối lượng urani tự nhiên là urani-238, có chu kỳ bán rã 1,41×1017 giây (4,468×109 năm, hay 4,468 tỷ năm). Do sự phong phú trong tự nhiên và chu kỳ bán rã của urani-238 so với các nguyên tố phóng xạ khác, 238U  tạo ra ~40% nhiệt lượng phóng xạ được tạo ra trong Trái Đất.

## Ứng dụng
Ứng dung chính của urani-238 là làm nguyên liệu cho việc sản xuất plutoni-239 và làm nhiên liệu phân hạch. Nó còn dùng để làm bom 3F, làm thủy tinh uran, thuốc nhuộm sắc bóng,...